# Cardiffská římská pevnost
Cardiffská římská pevnost je starověká pevnost v římské provincii Britannia Superior, jejíž součástí římský Wales byl. Původní latinský název pevnosti zůstává nejistý. Co z pevnosti zbylo, se stalo součástí Cardiffského hradu v moderním hlavním městě Walesu.

## Název

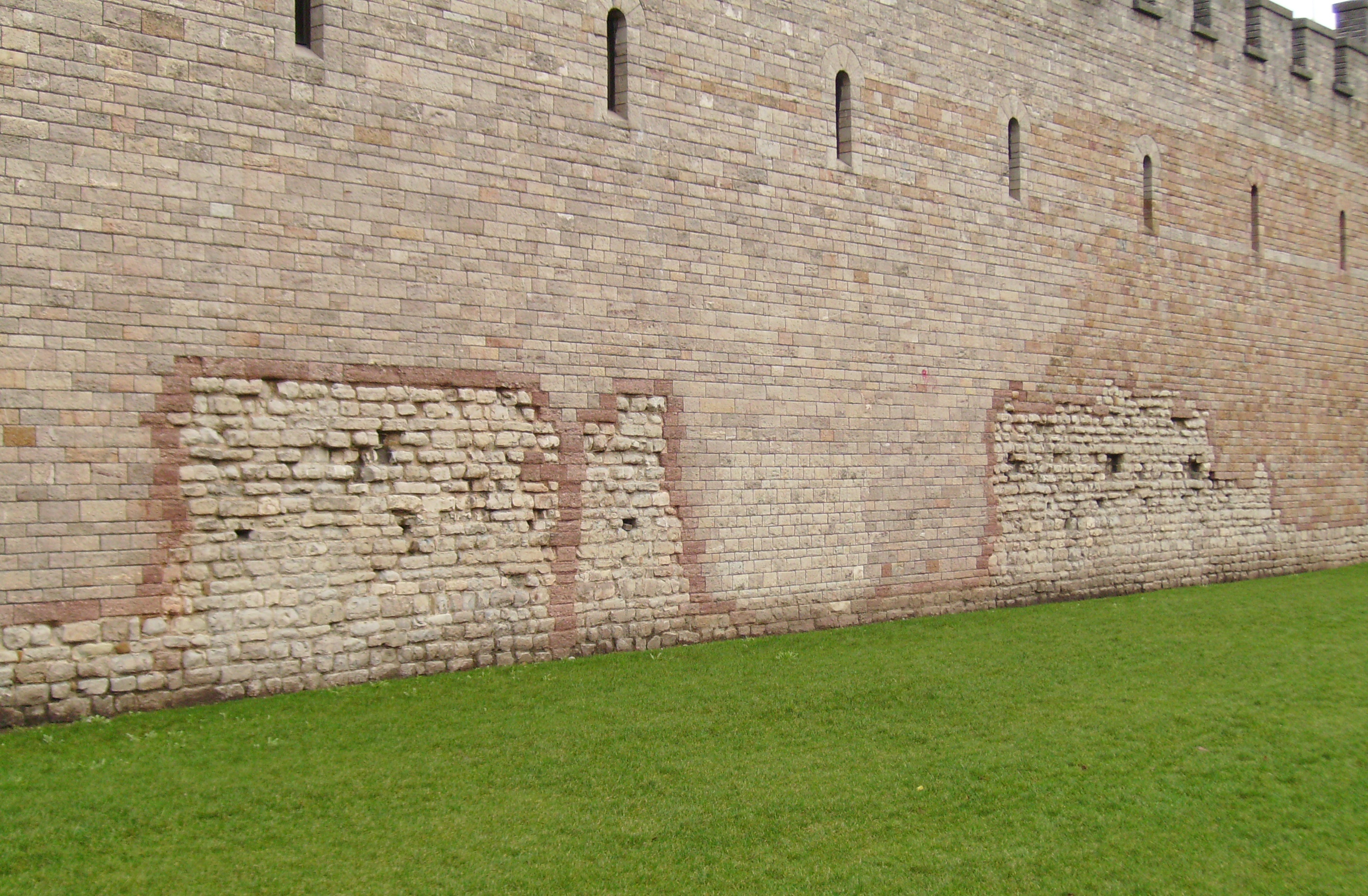
Cardiffský hrad. Kameny jiné barvy, dole pod cihlami, se zachovaly ze starověké římské pevnosti

Název pevnosti mohl znít Tamium (v té podobě se objevuje v ravennské Kosmografii), ale možná šlo o jméno řeky, v moderní době nazývané Taff. Pevnost mohla být nazývána také Bovium (opraveno z tvaru Bomio), které figuruje v Itineráři císaře Antonina.

## Rané pevnosti
Římských pevností na tomto místě bylo víc. První byl pravděpodobně tábor vexilace (odloučené jednotky) postavený během pokusu o dobytí území kmene Silurů kolem roku 55. Asi o dvacet let později, po období, kdy pevnost zůstala opuštěná, byla postavena nová, menší římská tvrz pro pomocný sbor a zůstala obsazena pravděpodobně až do doby vlády císaře Hadriána. Vedle ní se rozkládala civilní osada (vicus). Od konce 2. do poloviny 3. století tam stály nevojenské dřevěné stavby, kde se zpracovávalo železo.

## Pobřežní pevnosti za císaře Carausia a později

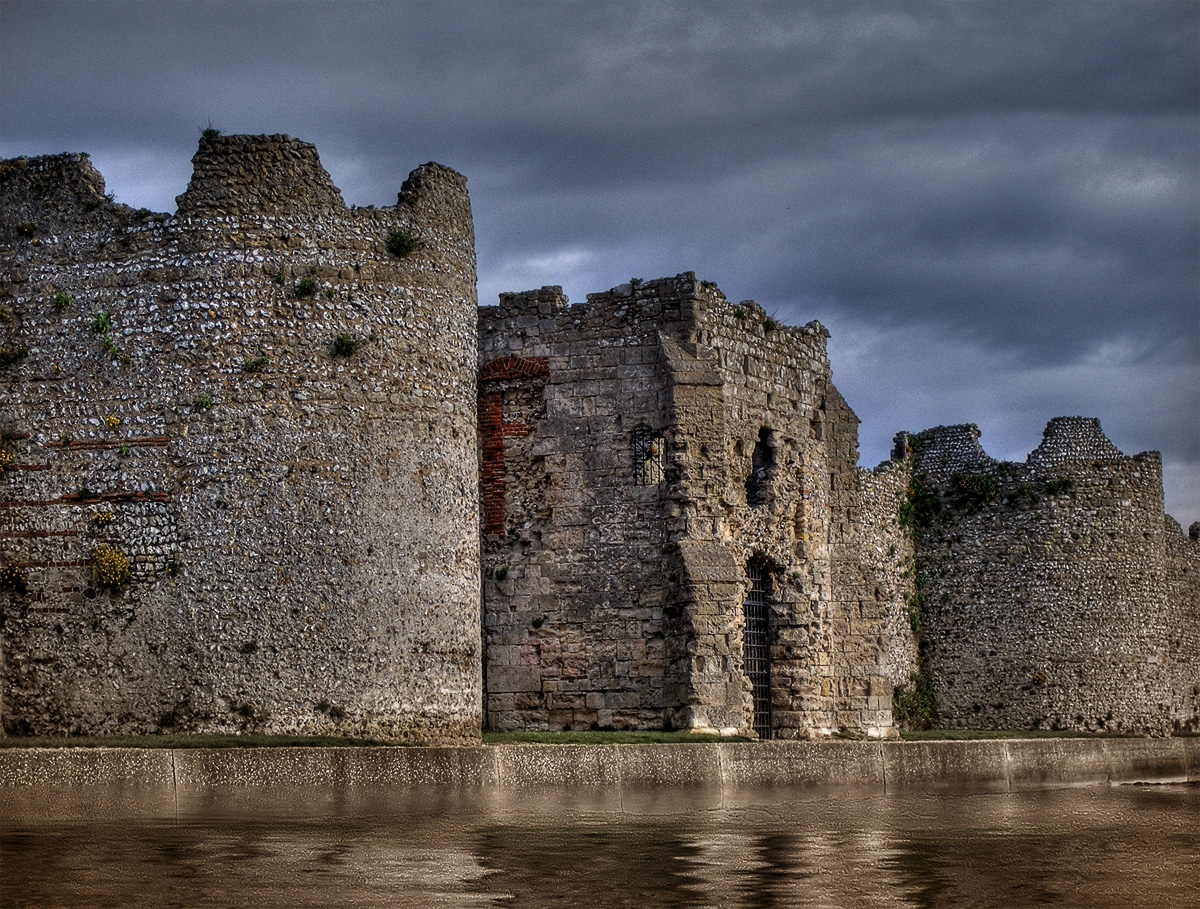
Portchester (Portus Adurni) je nejlépe zachovaná římská pevnost severně od Alp. Věže ve tvaru D jsou pro římské pevnosti 3. století typické.

Kolem roku 290 byla na tomto místě, na břehu, vybudována pevnost o rozloze přes 3,5 hektaru, ne nepodobná té v Portchesteru v hrabství Hampshire. Zdi dosahovaly tloušťky tři metry. Pevnost situovali tak, aby ovládala přístup k hornímu toku řeky Severn. Na západních útesech, které v průběhu staletí podlehly erozi, pravděpodobně stály strážní věže. Nechal je tam snad postavit císař Carausius poté, co častěji docházelo k nájezdům z Irska.
Pevnost na tomto místě mívala tvar zhruba čtverce, 14 polygonálních věží rozmístěných v pravidelných rozestupech a dvě brány s věžemi. Poslední pevnost stála od poloviny 3. století na ploše, která zasahovala přinejmenším 200 metrů na jih od hradu do plochy, kde se nachází moderní město.
Římské vojenské a námořní síly byly kolem roku 370 nakonec přesunuty jinam.

## 19. století
Hradby Cardiffského hradu pocházejí především z 2. poloviny 19. století a začátku století 20.
Úseky v hradbách, které mají nepatrně jinou barvu, jsou původem římské. Normané je o několik století později použili a také na ně stavěli. Zeď z doby římské tu vždy začíná až dole na zemi.
Téměř 900 let zůstala římská minulost Cardiffského hradu skryta a zapomenuta. Objev přišel až roku 1888, kdy se jeho majitel rozhodl postavit novou věž a jeho dělníci objevili pozůstatky římské pevnosti. Archeologický průzkum ukázal, že to byla první ze čtyř pevností na tomto místě, přičemž každá měla jinou velikost.

## Vykopávky ve 20. století
Vykopávky byly prováděny na ploše hradu od roku 1974 do 1984, dále v roce 2003 a v letech 2005-6.

## Legendy z doby po stažení Římanů z Británie
Zřícenina pevnosti se objevuje jako sídlo „krále Ynwyla“ ve středověkém artušovském příběhu Geraint a Enid. Geraint snad byl v 5. století králem Dumnonie.